# フェルディナント・フォン・バイエルン (1884-1958)
フェルディナント・フォン・バイエルン（Ferdinand von Bayern, 1884年5月10日 - 1958年4月5日）は、バイエルン王国の王族。バイエルン王子（Prinz von Bayern）、および結婚を通じてスペイン王子（infante de España）の称号を有した。全名はフェルディナント・マリア・ルートヴィヒ・フランツ・フォン・アッシジ・イザベルス・アーダルベルト・イルデフォンス・マルティン・ボニファツ・ヨーゼフ・イジドロ（Ferdinand Maria Ludwig Franz von Assisi Isabellus Adalbert Ildefons Martin Bonifaz Joseph Isidro von Bayern）。

## 生涯
バイエルン王子ルートヴィヒ・フェルディナントと、その妻でスペイン女王イサベル2世の娘であるマリア・デ・ラ・パスの間の長男として、マドリードに生まれた。フェルディナントは1905年10月20日にスペイン王子（Infante）の称号を与えられ、翌1906年1月12日にマドリードにおいて、スペイン王アルフォンソ12世の娘で従妹にあたるマリア・テレサと結婚した。夫妻は2男2女をもうけ、子供たちはスペイン王子・王女の称号を授けられた。
マリア・テレサ王女が1912年に死んだ後、フェルディナントは1914年10月1日にマリア・クリスティナ王太后の女官で、第10代ピエ・デ・コンチャ伯爵の娘であるマリア・ルイサ・デ・シルバ・イ・フェルナンデス・デ・エネストローサと再婚した。フェルディナントは再婚に際し、バイエルン王族としての称号およびバイエルン王位継承権を放棄した。マリア・ルイサはタラベラ・デ・ラ・レイナ公爵夫人とされ、後にスペイン王アルフォンソ13世によってスペイン王女の称号を与えられている。

## 子女
最初の妻マリア・テレサとの間に4人の子女をもうけた。
- ルイス・アルフォンソ（1906–1983）
- ホセ・エウヘニオ（1909–1966） - オディエル伯爵夫人マリア・デ・ラ・アスンシオン・ソランヘ・デ・メッシア・イ・デ・レセップスと結婚し、二男二女をもうける。
- マリア・デ・ラス・メルセデス（1911–1953） - ムフラニ系グルジア王位請求者イラクリ・バグラチオン＝ムフラニ（英語版）と結婚
- マリア・デル・ピラール（1912–1918）